# Sericotrupes niger
Sericotrupes niger is een keversoort uit de familie mesttorren (Geotrupidae). De wetenschappelijke naam van de soort werd in 1802 gepubliceerd door Thomas Marsham.